# Svart tunnina
Svart tunnina (Euthynnus lineatus) är en fiskart som beskrevs av Kamakiche Kishinouye 1920. Svart tunnina ingår i släktet Euthynnus och familjen makrillfiskar. IUCN kategoriserar arten globalt som livskraftig. Inga underarter finns listade i Catalogue of Life.